# تصوير وثائقي اجتماعي
إن التصوير الوثائقي الاجتماعي هو تسجيل البشر في حالتهم الطبيعية بكاميرا. وغالبًا ما يشير هذا المصطلح أيضًا إلى نوع مهم من التصوير الفوتوغرافي في الحياة الاجتماعية مخصص لإظهار حياة الناس الأقل حظًا أو المحرومين.

## أصل التصوير الوثائقي الاجتماعي

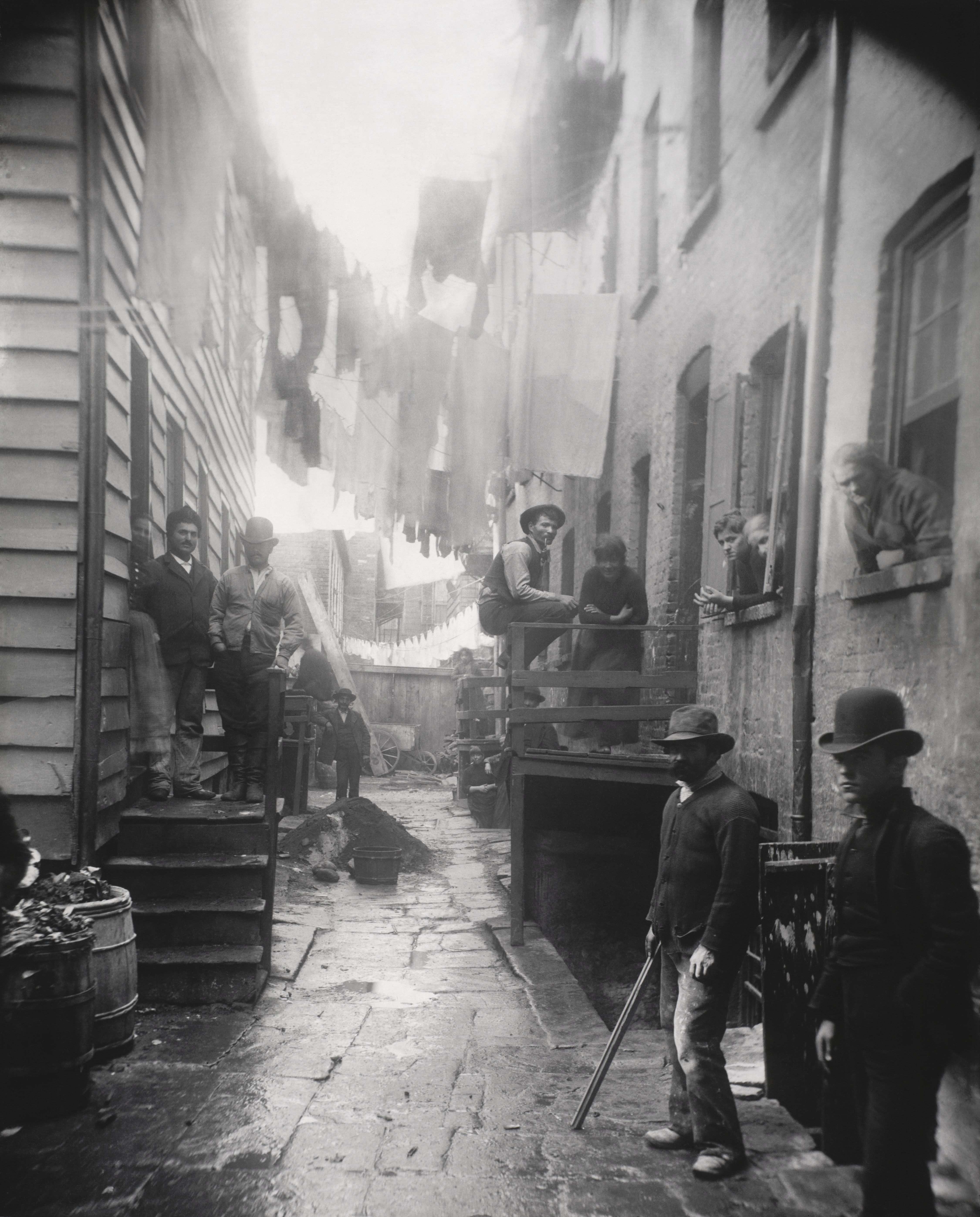
محط اللصوص (1888) بواسطة جاكوب ريس، من منشور كيف يعيش النصف الآخر.

إن التصوير الوثائقي الاجتماعي له جذوره في أعمال القرن التاسع عشر لـهنري مايهيو وجاكوب ريس ولويس هاين، ولكنه بدأ يتخذ مزيدًا من الأشكال من خلال ممارسة التصوير الفوتوغرافي لـإدارة أمن المزارع (FSA). فقد استأجرت إدارة أمن المزارع مصورين وكتّابًا لكتابة تقرير وتوثيق محنة المزارعين الفقراء. وبقيادة روي سترايكر، اعتمد قسم المعلومات بإدارة أمن المزارع هدفًا يتمثل في «تقديم أمريكا للأمريكيين.» وقد شجع مشروع FSA العديد من المصورين البارزين في عهد الكساد، بما فيهم ووكر إيفانز ودوروثي لانج وجوردون باركس. وقد وثق المصورون حالة المزارعين الفقراء، الذين كان وجودهم الاقتصادي مهددًا، وخلقوا نمطًا جديدًا من خلال التوثيق الفوتوغرافي للمشاكل الاجتماعية. وأخذت إدارة أمن المزارع 250000 صورة للفقر في الريف، ولكن لم يتبقَ منها إلا النصف تقريبًا. وهي موجودة الآن في إدارة المطبوعات والصور الفوتوغرافية بمكتبة الكونجرس وعلى شبكة الإنترنت. ومن بين هذه الصور حوالي 77000 مطبوعة فوتوغرافية نهائية مختلفة أُخذت في الأصل للصحافة، إلى جانب 644 صورة ملونة من 1600 سلبية.

## خصائص التصوير الوثائقي الاجتماعي
غالبًا ما يُخصص التصوير الوثائقي الاجتماعي أو التصوير المهتم بالحياة الاجتماعية لتصوير «الجماعات الاجتماعية» التي تتشابه اجتماعيًا واقتصاديًا وثقافيًا، والتي توضح المعيشة أو ظروف العمل التي يُنظر إليها على أنها مخزية أو تمييزية أو غير عادلة أو ضارة. ومن أمثلة ذلك، عمالة الأطفال وإهمال الأطفال والتشرد والفقر بين شرائح المجتمع والأطفال والمسنون الفقراء وظروف العمل الخطرة. ويتم تصوير الفقراء أو المنبوذين اجتماعيًا أو الطبقات الدنيا بمشاهدة حساسة. وترتبط القوة الوثائقية للصور بالرغبة في التغيير السياسي والاجتماعي.

## التاريخ
في وقت مبكر من القرن التاسع عشر، كانت الظروف المعيشية للطبقات الدنيا موضوع التصوير. صور هنري مايهيو كتاب عمل لندن وفقراء لندن (London Labour and the London Poor)، وهو تمثيل لوصف الطبقة العاملة في لندن. ووضح هذا الكتاب وودكتس، من الصور الفوتوغرافية لبيرد. ونشر توماس عنان منشور «صور الأماكن والشوارع القديمة في غلاسكو»، وهو توثيق للمناطق الفقيرة في غلاسكو. وهناك مثال آخر وهو الكتاب الذي نشره سميث وتومسون عام 1877 «حياة الشوارع في لندن»، والذي يوثق أيضًا الحياة الاجتماعية. كانت إنجلترا مهدًا للتصوير الوثائقي الاجتماعي، بالنظر إلى المرحلة المتقدمة من التصنيع وتأثيرها على المجتمع.

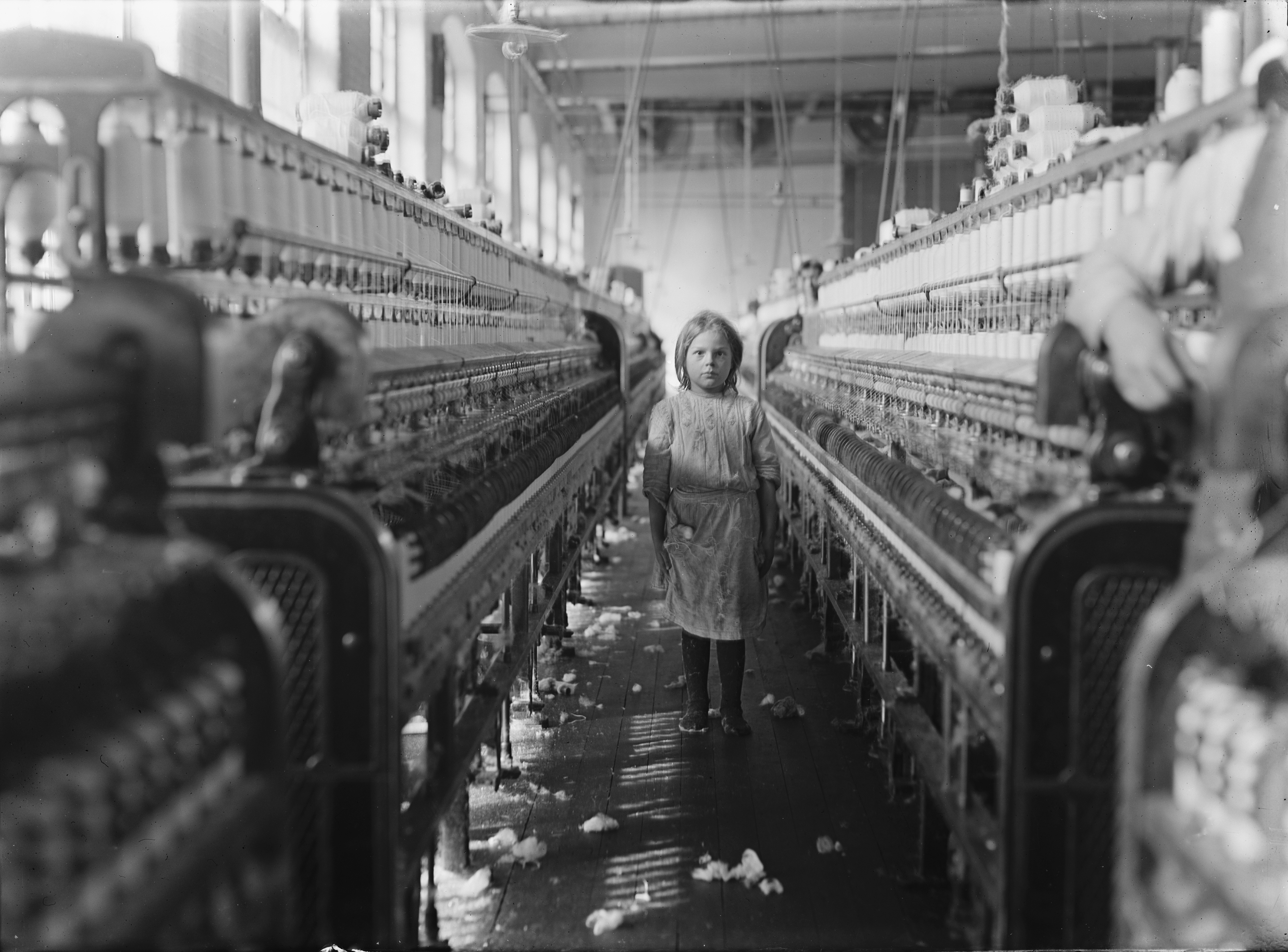
طفل عامل (لويس هاين، الولايات المتحدة الأمريكية، 1908).

في الولايات المتحدة، اشترك في هذا النوع من التصوير اثنان من المصورين المذهلين في نهاية القرن التاسع عشر لصالح من يعيشون على هامش المجتمع، وهما المصوران جاكوب رايس ولويس هاين. فبالنسبة لهم كانت الكاميرا أداة للاتهام ضد الظلم الاجتماعي. وفي عام 1890، وثق جاكوب ريس الظروف المعيشية للعاطلين والمشردين في نيويورك («كيف يعيش النصف الآخر»). وكان مهتمًا أيضًا بمصير المهاجرين، حيث كان يعيش الكثير منهم في فقر مدقع في أحياء نيويورك الفقيرة. ويأخذ ريس بشكل واضح جانب الناس الذين يقوم بتصويرهم ويناشد الضمير الاجتماعي للمجتمع. وفي عام 1908 استخدمت اللجنة الوطنية لعمالة الأطفال لويس ويكز هاين وهو أستاذ في علم الاجتماع أيد التصوير الفوتوغرافي كوسيلة تعليمية، من أجل توثيق عمالة الأطفال في الصناعة الأمريكية. وفي أوائل القرن العشرين، كان هاين سينشر الآلاف من الصور المصممة لأسر قلوب الشعب. وقد كانت عمالة الأطفال منتشرة على نطاق واسع في الولايات المتحدة في أوائل القرن العشرين. وبالمثل يجذب لويس هاين الانتباه إلى أوضاع المهاجرين. وقد كان لعمل ريس وهاين تأثير سياسي. وأدى التزام ريس تجاه الشعب في حي مالبيري بيند إلى تدميره. كما يمكن إرجاع الفضل في بناء مدارس وبرامج تعليمية إلى ريس. وقد توجت أعمال لويس هاين في قانون لمكافحة عمالة الأطفال، والذي رُفض بعد وقت قصير من بدء العمل به نتيجة لدخول الولايات المتحدة في الحرب العالمية الأولى.
يُعد بيل براندت من البريطانيين الرواد في مجال التصوير الفوتوغرافي المخصص للحياة الاجتماعية، وهو فنان عظيم في عمله كمصور. ويشتهر براندت بشكل خاص بدراساته التجريبية عن العراة. انتقل براندت إلى إنجلترا عام 1931 وعمل في العديد من المجلات، والتي نشرها كتغطية عن حياة الناس المتضررين من الكساد الكبير. وفي عام 1936، نشر الكتاب المصور «اللغة الإنجليزية في المنزل»، والذي يصور فيه المجتمع الطبقي الإنجليزي. وسافر إلى ميدلاندز وإلى شمال إنجلترا حيث قام بتصوير آثار الكساد الكبير.
بعد عام 1945، لم يعد التصوير المنظم الجماعي المخصص لتوثيق الحياة الاجتماعية قادرًا على كسب التأييد، ما عدا في إنجلترا، حيث بقي هذا التقليد لفترة أطول قليلاً. وقد حرم عصر مكارثي القوي المناهض للشيوعية التصوير التحرري الملتزم بتوثيق الحياة الاجتماعية بحكم الشر. كان المصورون الوثائقيون العظماء في فترة ما بعد الحرب، مثل دبليو يوجين سميث وديان أربوس وروبرت فرانك ووليام كلاين أو ماري إلين مارك إما مقاتلين وحيدين أو أُجبروا على العمل ككاتبي قصص للمجلات المصورة الكبيرة (خاصة لايف). وبسبب انضغاطها في القيود الاقتصادية للزيادات الدورية، وجدت المواقف السياسية الخارجية مساحة صغيرة. ومع ذلك، كرس المصورون أنفسهم للقضايا الاجتماعية في النصف الثاني من القرن العشرين. وبالتالي، وثّق دبليو يوجين سميث مصير سكان قرية الصيد اليابانية بـميناماتا، كوماموتو في أواخر الستينيات من القرن العشرين، الذين مرضوا نتيجة التسمم بالزئبق.
يعد المصور البرازيلي سيباستياو سالغادو أحد المصورين الهامين في مجال التصوير الوثائقي الاجتماعي، وهو الذي نشر وثيقة رائعة عن العصر الصناعي. («العمال: علم آثار العصر الصناعي»، 1993، يشمل صورًا من 26 بلدًا). وهناك موضوع رئيسي آخر في عمله وهو الظاهرة العالمية للهجرة، التي وثقها في منشورات «الأطفال: لاجئون ومهاجرون (2000) و» الهجرات (2000) يتضمن صورًا من 39 بلدًا). في كلتا الوثيقتين، وضح المحنة الكبيرة التي يعاني منها اللاجئون في العديد من البلدان حول العالم، وساهم سالغادو في الوعي الجمهوري المتباين ودعم عمل اليونيسيف.

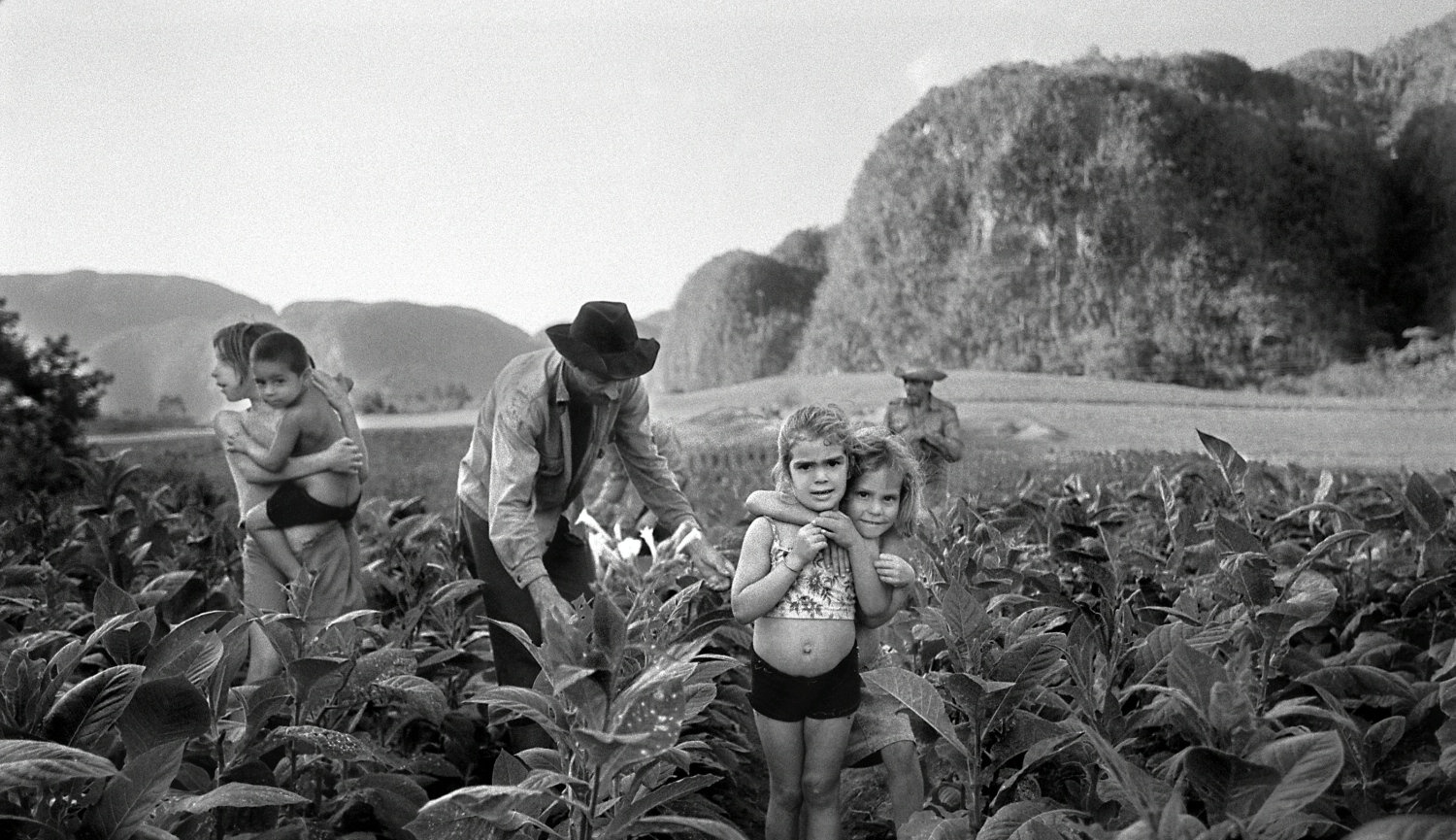
مانويل ريفيرا أورتيز: حصاد التبغ، فالي دي فيناليس، كوبا 2002

تخصص المصور الصحفي البريطاني دون ماكولين في دراسة الجانب الخفي من المجتمع، وقد صورت صوره العاطلين والمضطهدين والفقراء. كما يُعرف أيضًا بتصويره للحروب وصور المناطق الحضرية. ويعد الممثل الأصغر في مجال التصوير الوثائقي الاجتماعي في الوقت الحالي هو مانويل ريفيرا أورتيز، وهو مصور مستقل قام بتوثيق حياة الناس في البلدان النامية. ويشير ريفيرا، الذي تأثر بتجربته الشخصية في نشأته فقيرًا في بورتوريكو الريفية، إلى عمله باعتباره الاحتفال بالحياة، في الفقر.

## القبول من عالم الفن
منذ أواخر سبعينيات القرن العشرين، حصل التصوير الوثائقي الاجتماعي على مكان في المعارض الفنية بجانب تصوير الفنون الجميلة. وكان لوك ديلاهاي، ومانويل ريفيرا وأعضاء وكالة التصوير السابعة من بين العديدين من الذين يظهرون بانتظام في المعارض والمتاحف.

## المناطق الحدودية والأنواع المتصلة بها
يعالج بعض المصورين قضايا اجتماعية دون الدعوة المخصصة لضحايا عدم المساواة والمظلمة، مثل ديان أربوس أو تينا بارني. وبينما صورت أربوس صورًا مؤرقة للمعاقين وغيرهم من الأشخاص المهمشين في المجتمع، وثقت بارني حياة الطبقة العليا البيضاء في نيو إنجلاند.
يعد التوثيق الاجتماعي بالمعنى الحرفي هو الوثائق المتعددة الأوجه للحياة اليومية في بعض المدن والمناظر الطبيعية والثقافات. وتتنوع الأمثلة بشكل متساو مثل الفرص. ويمكن ذكر رومان فيشنياك كممثل مميز، الذي وثق الحياة الاجتماعية في أوروبا الشرقية قبل المحرقة (Verschwundene Weltمعناها العالم المفقود)|.
كما يمكن إيجاد نوع آخر وثيق بإجراءات ونتائج التصوير الوثائقي الاجتماعي في الصور الفوتوغرافية الإثنوغرافية التي غالبًا ما توثق الناس في حالات غير مستقرة، ومع ذلك تريد توثيق التقاليد المختفية أو الملابس أو ظروف المعيشة.
الواقعية الاجتماعية هي حركة فنية، ظهرت في الفنون البصرية وغيرها من الفنون الواقعية، والتي تصور أنشطة الطبقة العاملة بأنها بطولية. وكان العديد من الفنانين الذين قبلوا الواقعية الاجتماعية رسامين بوجهات نظر سياسية اشتراكية. وبالتالي فإن الحركة لديها بعض القواسم المشتركة مع الواقعية الاشتراكية المستخدمة في بعض الدول الشيوعية.

## الحواشي
1. ↑  164,000 FSA photographs, Library of Congress نسخة محفوظة 16 يناير 2013 على موقع واي باك مشين.
2. ↑  London Labour and the London Poor; selections made and introduced by Victor Neuburg, Penguin Classics 1985, ISBN 0-14-043241-8
3. ↑  "History of NCLC". National Child Labor Committee. مؤرشف من الأصل في 2008-06-21. اطلع عليه بتاريخ 2008-11-25.
4. ↑  Malo، Alejandro. "Documentary Art". ZoneZero. مؤرشف من الأصل في 2013-09-28. اطلع عليه بتاريخ 2010-12-13.
5. ↑  Roman Vishniac, A Vanished World, Penguin Books Ltd, London 1983; ISBN 0-7139-1635-4

## كتابات أخرى
- London Labour and the London Poor; selections made and introduced by Victor Neuburg, Penguin Classics 1985, ISBN 0-14-043241-8
- Geoffrey Dunn, “Untitled Depression Documentary”, 1980
- Robert J. Doherty, Social-Documentary Photography in the USA, Hardcover, Amphoto, ISBN 0-8174-0316-7 (0-8174-0316-7)
- The New Documentary Tradition in Photography (Lisa Hostetler, The Metropolitan Museum of Art)